# Dysenterie porcine
La dysenterie porcine ou dysenterie du porc est une infection causée par une bactérie spirochète, Brachyspira hyodysenteriae. Cette maladie infectieuse est une forme d'entérite hémorragique. Elle se manifeste chez le porc par de la fièvre, une diarrhée abondante, des matières fécales sanguinolentes, une malabsorption des nutriments et de l'anémie.